# Edgar Sanabria
Edgar Sanabria (ur. 3 października 1911 w Caracas, zm. 24 kwietnia 1989 tamże) – wenezuelski polityk, dyplomata i prawnik. Pełniący obowiązki prezydenta Wenezueli od 14 listopada 1958 do 13 lutego 1959.

## Życiorys
Urodził się w 1911 roku w Caracas i był synem Gorge'a Sanabria Bruzala i Magdaleny Arcia. Studiował na Centralnym Uniwersytecie Wenezueli. Został profesorem prawa na tej uczelni. W latach 1936–1940 był zastępcą dyrektora Biblioteki Narodowej. Po obaleniu Marcosa Péreza Jiméneza w wyniku zamachu stanu został członkiem Rady Tymczasowej, a następnie jej przewodniczącym (p.o. prezydenta Wenezueli) po ustąpieniu z tego stanowiska Wolfganga Larrazábala. Po wyborach prezydenckich z 1959 roku nowym prezydentem został Rómulo Betancourt, wygrywając z Larrazábalem. Sanabria zaś był w latach 1959-1963 ambasadorem Wenezueli przy Stolicy Apostolskiej, później między 1964 a 1968 rokiem w Szwajcarii, a od 1968 do 1970 w Austrii. Później wrócił do Wenezueli, gdzie zmarł w wyniku wylewu w 1989. Był żonaty z Cecilią Báez Palacios.